# Aprilia AF1
La AF1 è una motocicletta sportiva prodotta della casa Aprilia dal 1986 al 1992 in due cilindrate, 50 e 125 cm³.

## Introduzione
La peculiarità di questo modello sportivo è dato dal forcellone monobraccio e dal posizionamento esterno e non interno della corona di trasmissione, questo consentiva una veloce sostituzione, senza essere costretti a dover sfilare la ruota, mentre il disco freno rimaneva interno.
Le principali concorrenti erano la Cagiva, con la Cagiva Freccia (C9, C10, C12) prima e la Mito poi, la Gilera prima con le SP, poi con la Crono poi, la Yamaha con la TZR e l'Honda con l'NSR.

## Aprilia AF1 50
L'Aprilia AF1 50 esce nel 1986 e monta un motore 49,7 cm³ 2 tempi monocilindrico, raffreddato a liquido, con miscelatore automatico e cambio a 4 rapporti.
Il motore era un Minarelli RV 3-4 alimentato da un carburatore Dell'Orto SHA 14/12, sprovvisto di contralbero di bilanciamento e avente 4 marce, (in seguito la quarta era bloccata perché per legge un ciclomotore doveva avere un numero massimo di 3 rapporti).
Ad un motore abbastanza grintoso agli alti, questa moto abbinava una ciclistica degna di moto da corsa, aveva 2 freni a disco, una forcella teleidraulica a perno centrale, un monoammortizzatore idraulico e un telaio doppio trave in acciaio ad alta resistenza.
Montavano questo motore l'Aprilia AF1 50 Project 108, prodotta fino al 1988, sostituita poi dalla AF1 50 Replica nel 1989, con una nuova livrea, e con l'aggiunta del numero 4 sul codino, e l'Aprilia AF1 50 Futura prima serie, fino a quando nel 1992 uscì l'ultimo modello di Aprilia AF1, la 50 Futura Sport Pro che montava un motore con immissione nel carter e contralbero di bilanciamento, chiamato Minarelli AM3, sempre con la limitazione delle tre marce, alimentato da un carburatore Dell'orto SHA 14/12.
Nel 1993 la AF1 venne sostituita dall'Aprilia RS 50, che montava un motore a 5 rapporti, il Minarelli AM5.

## Aprilia AF1 125
Questa motocicletta è uscita in varie serie e con innumerevoli modifiche anche nelle serie stesse

### Prima serie
L'Aprilia AF1 125 o AF1 125 Project 108 debutta nel 1987, con un motore Rotax V 127 2 tempi monocilindrico da 124,7 cm³, raffreddato a liquido con miscelatore automatico e cambio a 6 rapporti, questo motore, alimentato da un carburatore Dell'Orto PHBH 26 ND sviluppava 27 CV a 8.800 rpm e faceva arrivare la moto a 158 km/h.
Questa motocicletta montava una forcella a perno centrale da 38 mm, un monoammortizzatore idraulico, con forcellone monobraccio (con la corona di trasmissione esterna al forcellone), 2 freni a disco e un telaio doppio trave in acciaio, le ruote erano da 16" a tre raggi ciascuna, con pneumatici da 100/80 all'anteriore e 120/80 al posteriore, con un freno anteriore da 260 mm Brembo, mentre il posteriore era da 240 mm.
Questa prima versione, montava una carenatura molto aerodinamica e moderna, ma con una sella unica per passeggero e pilota, a due livelli d'altezza diversi; il cupolino era munito d'un faro rettangolare e la carenatura laterale presentava dei doppi estrattori dell'aria per il radiatore.
Nel dicembre 1987 viene presentata l'Aprilia AF1 125 Replica Reggiani, che era uguale alla versione base, con la sola differenza delle colorazioni della Squadra Corse, ma questa versione risulta essere molto diversa da quella dell'anno precedente, con un coprisella per il posto del passeggero, l'estrattore dell'aria ai lati della carenatura non è più doppio e il cupolino è leggermente differente, con due piccolissime prese anteriori sotto al nuovo bifaro rotondo.
Questa versione "replica" celebra la vittoria di Loris Reggiani al GP di San Marino classe 250 sul circuito di Misano Adriatico (30 agosto 1987), prima vittoria di una moto Aprilia in gran premio del campionato del mondo, inoltre venne aggiornato il motore, montando di serie un carburatore Dell'Orto VHSB34LD permettendo di arrivare a una potenza di 29,24  CV a 10250 giri

### Seconda serie
Sempre nel 1988 uscì la AF1 125 Sintesi che montava una forcella a steli rovesciati sempre da 38 mm, ruote da 17", con pneumatici da 100/80 all'anteriore e 130/70 al posteriore, con dei nuovi cerchi, con 7 raggi all'anteriore e 9 al posteriore, un nuovo disco anteriore da 320 mm e il nuovo motore Rotax 123 al posto del 127 (che incrementa la corsa di 0,5 mm, portando le misure a 54x54,5) con l'adozione del contralbero e della nuova valvola RAVE 2 al posto della precedente Rave, in modo da avere una migliore linearità del motore, con una potenza di 29,06 CV (21,37 kW) a 10.500 giri ed una velocità max di 167 km/h.
Questa moto non si differenzia dal modello dell'anno precedente solo per la meccanica, ma anche per la carenatura, che viene rivista in toto, a partire dal codino più sottile e squadrato, con degli estrattori dell'aria, mentre la parte bassa della carena adesso copre ancora di più il blocco motore e telaio, ma ha delle piccole feritoie in più nella parte bassa a estrarre l'aria, il parafango ora è decisamente più sottile, date le forcelle rovesciate.
La AF1 Sintesi ‘89 Replica presentata il 3 dicembre 1988 al Salone di Bologna e commercializzata nel Maggio 1989, prende il posto della precedente Sintesi appena sei mesi dopo la sua presentazione.
La versione '89 si presenta leggermente aggiornata sia esteticamente, con un differente cupolino, che meccanicamente con l'adozione di una valvola allo scarico a controllo elettronico. Il prezzo nel 1989 è di Lire 5.690.000
La Sintesi '89 viene proposta in due inedite colorazioni. Dopo aver sperimentato con successo sulle Project 108 e sulla Sintesi ‘88 colorazioni con accostamenti di colore tono su tono, l'ufficio stile di Noale si diletta con la nuova Sintesi introducendo elementi grafici assolutamente inediti. Più precisamente triangoli di colore. 
L'amatissima versione Didier De Radigues Replica è un vero e proprio omaggio ai colori sgargianti, e alla moto del campione belga che per la stagione ‘89 sostituisce Loris Reggiani alla guida della AF1 250. Parafango e ruote sono rossi. Un triangolo colora sempre di rosso parte del serbatoio e della carena. Il lilla domina la parte mediana della carena, la parte posteriore del serbatoio e una porzione del codone che integra i fianchetti. La parte inferiore della carena è bianca e come sulla Project 108 Replica adotta una spettacolare grande “A” simbolo del logo Aprilia e vari adesivi degli sponsor tecnici del team che corre nel mondiale di velocità. I tre quarti del codone che ospita il numero 4 (del pilota belga De Radigues) sono invece colorati di un vivace acquamarina che colora anche la sella passeggero.
La seconda colorazione pensata per chi non ama le repliche da gare adotta toni meno sgargianti, ma forse risalta ancora di più i nuovi elementi grafici introdotti. Cupolino e parte superiore del serbatoio e della sella sono viola, con un filo lilla, mentre la parte mediana della moto è bianca. A ravvivare il tutto, ed a ribadire l'indole grintosissima della Sintesi, pensa l'ampio triangolo inferiore della carenatura rosso fuoco.
Al Salone di Bologna, la Replica sfoggia il numero 6 sul codone, tuttavia conquistato da Loris Reggiani nella stagione 1987 e non nel 1988, dove di fatto si classifica solo tredicesimo. Reggiani – ed il CR1 Racing Team che lo segue – non rinnovano quindi l'accordo con Aprilia per la stagione '89 e passano alla Honda RS ufficiale sponsorizzata dalla HB portando con sé il nº6 assegnato. Pertanto, la squadra Aprilia utilizzerà il numero 4 (che in quel momento era un numero “libero”) assegnato d'ufficio dalla FIM al belga Didier De Radigues (che veniva dalla classe 500 e che quindi non aveva un “suo” numero), nuovo pilota del team ufficiale.
Pertanto, è corretto parlare di due Sintesi Replica mod. '89: una versione “inizio-serie” Reggiani Replica caratterizzata dal numero 6 sul codone e commercializzata in pochissimi esemplari nei primi mesi del ‘89 e la successiva ed identica De Radigues Replica caratterizzata però dal numero 4 sul codone.
La Sintesi '89 si dimostra anche una moto molto competitiva e vince con Davide Bulega il campionato italiano Sport Production 125 nella categoria under 21.
La Sintesi viene sostituita nel febbraio ‘91 dalla AF1 Futura, sebbene l'ultima Sintesi prodotta sarà la successiva Sport dal ott. ‘89 dedicata a coloro che vogliono correre nel campionato Sport Production.
La moto in breve
La Sintesi ‘89 non si presenta troppo differente dalla progenitrice del 1988, sebbene le poche modifiche apportate le abbiano donato una linea più moderna e sportiva. Queste le modifiche:
- Cupolino dal nuovo disegno ora più filante e sempre dotato di un doppio faro, ma di diametro più piccolo.
- Nuova piastra di sterzo con il logo “AF1″ impresso al centro della piastra e nuovi semimanubri più bassi.
- Nuova strumentazione in stile racing prodotta dalla Veglia Borletti, che tuttavia perde il sempre utile indicatore di livello del carburante presente sulla strumentazione delle precedenti AF1 e forse considerato troppo “turistico” dall'Aprilia.
- Nuovo serbatoio con tappo del serbatoio del tipo aeronautico e differente rubinetto per la benzina

Ciclistica
La ciclistica non presenta differenze rispetto alla Sintesi '88, sebbene la taratura delle sospensioni sia differente. La Sintesi '89 rileva un peso a secco di 130 kg. (131 kg la versione 88)
Motore
Il motore della Sintesi ‘89 è sempre il Rotax 123 montato sulla precedente e mantiene lo stesso gruppo termico (codice 223362 riportato sul lato dx del cilindro). Vengono tuttavia apportate piccole modifiche:
- Valvola allo scarico RAVE comandata da servomotore elettrico a controllo elettronico (pneumatico sulla versione 89)
- Nuova espansione ridisegnata e nuova taratura del carburatore Dell'Orto PHBH 28RD
- Carter motore verniciati color sabbia

A seguito delle modifiche apportate la potenza massima alla ruota cresce a 29,7 CV a 10500 giri al minuto (in luogo dei 28,66 CV a 10500 giri/min rilevati dalla Sintesi '88). Da notare come l'abile lavoro di affinamento sul motore abbia prodotto non solo un motore più potente, ma anche più alastico: la Sintesi '89 rileva infatti sui 400 metri da 50 km/h un tempo di 18,645 s e una velocità di uscita di 106,51 km/h (19,352 s e 96,26 km/h la Sintesi '88).
La Sintesi '89 non risulta quindi solo più docile e potente della versione precedente, ma anche più veloce, facendo registrare una velocità massima ai vertici per la categoria di 166,2 km/h (163,9 km/h la versione 88).
Le maggiori prestazioni velocistiche della Sintesi '89 però non sono dovute solo al suo motore, ma anche ad uno spoiler appositamente studiato dagli uomini Aprilia dopo mesi di collaudi. Difatti, la carena della Sintesi '89 adotta un nuovo cupolino leggermente meno aerodinamico rispetto alla Sintesi '88 e quindi nei collaudi in velocità perde qualcosa rispetto al precedente modello. Quindi, dopo aver fatto diversi esperimenti, viene adottato con successo un piccolo spoiler a posto sotto al cupolino che rende la moto più aerodinamica e quindi più veloce.
Dati carburazione Aprilia AF1 '89 Replica (nº4/6)
Dai manuali Dell'Orto, ci sono due diversi tipi di regolazione della carburazione per Aprilia AF1 125 '89, entrambe con carburatore PHBH28RD:
- se sulla striscia in alluminio fissata alla vaschetta del carburatore c'è il codice 4055, allora, valvola del gas 50, spillo conico 4x alla 3 tacca, emulsionatore (polverizzatore) 266CF, getto del max 120, getto del minimo 58, getto avviamento 70, valvola a spillo 250, galleggiante 9,5 gr;
- se sulla striscia c'è il codice 4077, allora, valvola del gas 55, spillo conico 40x alla 2 tacca, emulsionatore 264T, getto del max 132, getto del min 52, getto dello starter 70, valvola a spillo 250, galleggiante 9,5 g

L'ultimo modello della serie Sintesi viene presentata il 18 ottobre '89 con la versione SP ridenominata AF1 125 Sport, che celebra la vittoria di Davide Bulega nel campionato Sport Production, viene ricolorata e dove venne munita di una valvola rave elettronica, con un carburatore Dell'Orto VHSB 34 LD, perché questa è una moto pronto campionato SP, difatti fino a quest'anno era consentito montare carburatori fino a 34 mm, portando la potenza a 31,23 CV (22,9 kW) a 10.500 giri.

### Terza serie

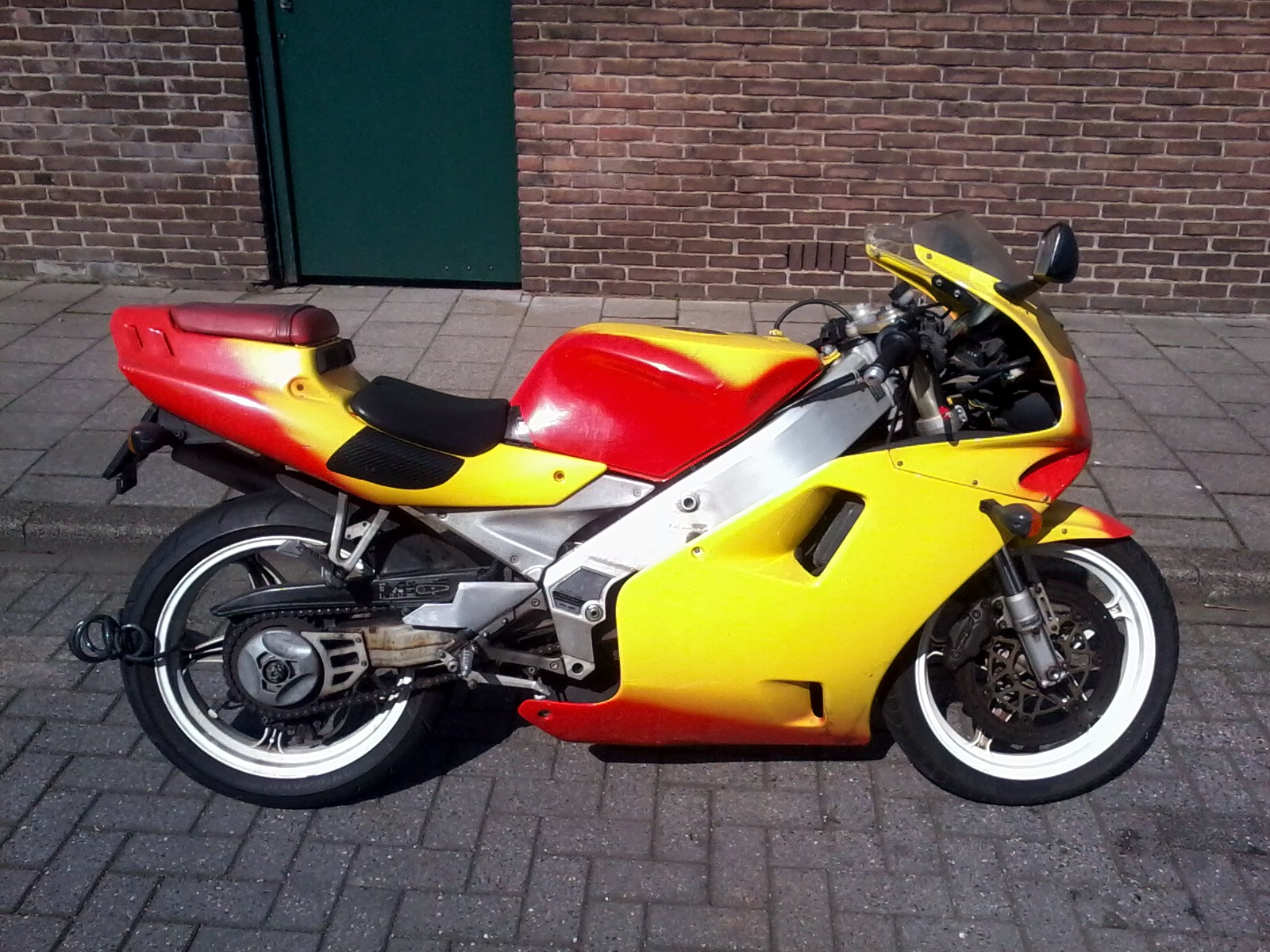
Aprilia AF1 125 FUTURA 1990 (colori non originali)

Nel 1990 uscirono la AF1 125 Futura, che aveva le caratteristiche della 125 Sintesi solo con la differenza delle carenature e sellini meno bombati e più sottili, quindi più taglienti e al ritorno del faro rettangolare, risultando molto simile alle future RS 125, i cerchi ora hanno meno raggi 5 all'anteriore e posteriore (questa versione sostituita la versione sintesi negli anni successivi) e la AF1 125 Sport che per merito di alcune piccole modifiche, come il carburatore Dell'orto PHBH 28 ND (misura vincolata dal regolamento S.P.) raggiungeva i 170 km/h e accelerando sui 400 metri in 14 secondi. Nello stesso anno viene presentata anche la versione derivata Europa sprovvista di carenatura.
Nel 1991 uscì la AF1 125 Replica, uguale alla versione base, ma con forcelle da 40 mm con la nuova copertura da 110/70 al posto della 100/80, un forcellone nuovo per poter adoperare uno pneumatico da 140/70 invece di 130/70, nuovi cerchi da 5 razze, e come la AF1 Replica Reggiani, riportava le colorazioni della Squadra Corse.
Nel 1992 uscì l'ultima della serie AF1, la AF1 Futura Sport Pro 125, con un codino leggermente differente, con delle piccole prese d'aria e leggermente più fino nella parte terminale e con un nuovo parafango anteriore, infine l'AF1 venne sostituita dall'RS 125, con il nuovo motore Rotax V 123, più potente e affidabile.